# ویشنی لهوتی
ویشنی لهوتی (به لاتین: Vyšní Lhoty) یک منطقهٔ مسکونی در جمهوری چک است که در شهرستان فریدک-میستک واقع شده‌است. ویشنی لهوتی ۱۱٫۴۸ کیلومتر مربع مساحت و ۸۳۲ نفر جمعیت دارد و ۳۷۵ متر بالاتر از سطح دریا واقع شده‌است.